# باژاکاتس وانک
باژاکاتس وانک (ارمنی: Բաժակաց վանք؛ انگلیسی: Bazhakats Vank) یک صومعه متعلق به کلیسای حواری ارمنی واقع در  استان سیونیک ارمنستان می‌باشد.  این بنا به سبک معماری ارمنی طراحی شده است.